# Eidoreus minutus
Eidoreus minutus là một loài bọ cánh cứng trong họ Eupsilobiidae. Loài này được Sharp miêu tả khoa học năm 1885.